# Sysmä (Södra Savolax)
Sysmä eller Sysmäjärvi är en sjö i Finland. Den ligger i kommunen Jorois i landskapet Södra Savolax, i den södra delen av landet, 270 km nordost om huvudstaden Helsingfors. Sysmä ligger 88 meter över havet. Arean är 33,1 kvadratkilometer och strandlinjen är 167,22 kilometer lång. Sjön  ingår i Vuoksens huvudavrinningsområde. 
Sjön Paro ligger öster om Sysmä, och är förbunden med denna.